# John Goossens
John Goossens (Amsterdam, 25 luglio 1988) è un ex calciatore olandese, di ruolo centrocampista.

## Carriera

### Club
Centrocampista cresciuto nell'Ajax, nel 2009 si è trasferito al N.E.C. dove ha giocato con continuità nell’Eredivisie. Il 29 febbraio 2016 firma un biennale con il Chicago Fire, club della MLS.

### Nazionale
Ha fatto parte della Nazionale olandese Under 17 con la quale ha partecipato al Mondiale di categoria del 2005 in Perù, risultando il capocannoniere degli orange con 4 reti.
Fa parte della Nazionale Under 21 con la quale ha segnato la sua prima rete il 12 ottobre 2010 in occasione di Ucraina - Olanda (0-2) valida per le Qualificazioni agli Europei di categoria del 2011.

## Statistiche

### Presenze e reti nei club
Statistiche aggiornate al 23 marzo 2016.
| Stagione            | Squadra             | Campionato          | Campionato | Campionato | Coppe nazionali | Coppe nazionali | Coppe nazionali | Coppe continentali | Coppe continentali | Coppe continentali | Altre coppe | Altre coppe | Altre coppe | Totale | Totale |
| Stagione            | Squadra             | Comp                | Pres       | Reti       | Comp            | Pres            | Reti            | Comp               | Pres               | Reti               | Comp        | Pres        | Reti        | Pres   | Reti   |
| ------------------- | ------------------- | ------------------- | ---------- | ---------- | --------------- | --------------- | --------------- | ------------------ | ------------------ | ------------------ | ----------- | ----------- | ----------- | ------ | ------ |
| 2008-2009           | NEC Nijmegen        | E                   | 8          | 1          | -               | -               | -               | -                  | -                  | -                  | -           | -           | -           | 8      | 1      |
| 2009-2010           | NEC Nijmegen        | E                   | 21         | 3          | CO              | 3               | 2               | -                  | -                  | -                  | -           | -           | -           | 24     | 5      |
| 2010-2011           | NEC Nijmegen        | E                   | 31         | 7          | CO              | 1               | 0               | -                  | -                  | -                  | -           | -           | -           | 32     | 7      |
| 2011-2012           | NEC Nijmegen        | E                   | 12         | 3          | CO              | 2               | 1               | -                  | -                  | -                  | -           | -           | -           | 14     | 4      |
| Totale NEC Nijmegen | Totale NEC Nijmegen | Totale NEC Nijmegen | 72         | 14         |                 | 6               | 3               |                    |                    |                    |             |             |             | 78     | 17     |
| 2012-2013           | Feyenoord           | E                   | 10         | 2          | CO              | 1               | 0               | -                  | -                  | -                  | -           | -           | -           | 11     | 2      |
| 2013-2014           | Feyenoord           | E                   | 20         | 1          | CO              | 3               | 0               | -                  | -                  | -                  | -           | -           | -           | 23     | 1      |
| Totale Feyenoord    | Totale Feyenoord    | Totale Feyenoord    | 30         | 13         |                 | 4               | 0               |                    |                    |                    |             |             |             | 34     | 3      |
| 2014                | Pune City           | ISL                 | 4          | 1          | -               | -               | -               | -                  | -                  | -                  | -           | -           | -           | 4      | 1      |
| 2015-2016           | Voluntari           | Liga I              | 14         | 1          | CR              | 1               | 0               | -                  | -                  | -                  | -           | -           | -           | 15     | 1      |
| 2016                | Chicago Fire        | MLS                 | 2          | 0          | -               | -               | -               | -                  | -                  | -                  | -           | -           | -           | 2      | 0      |
| Totale carriera     | Totale carriera     | Totale carriera     | 122        | 19         |                 | 11              | 3               |                    |                    |                    |             |             |             | 133    | 22     |